# Flagga

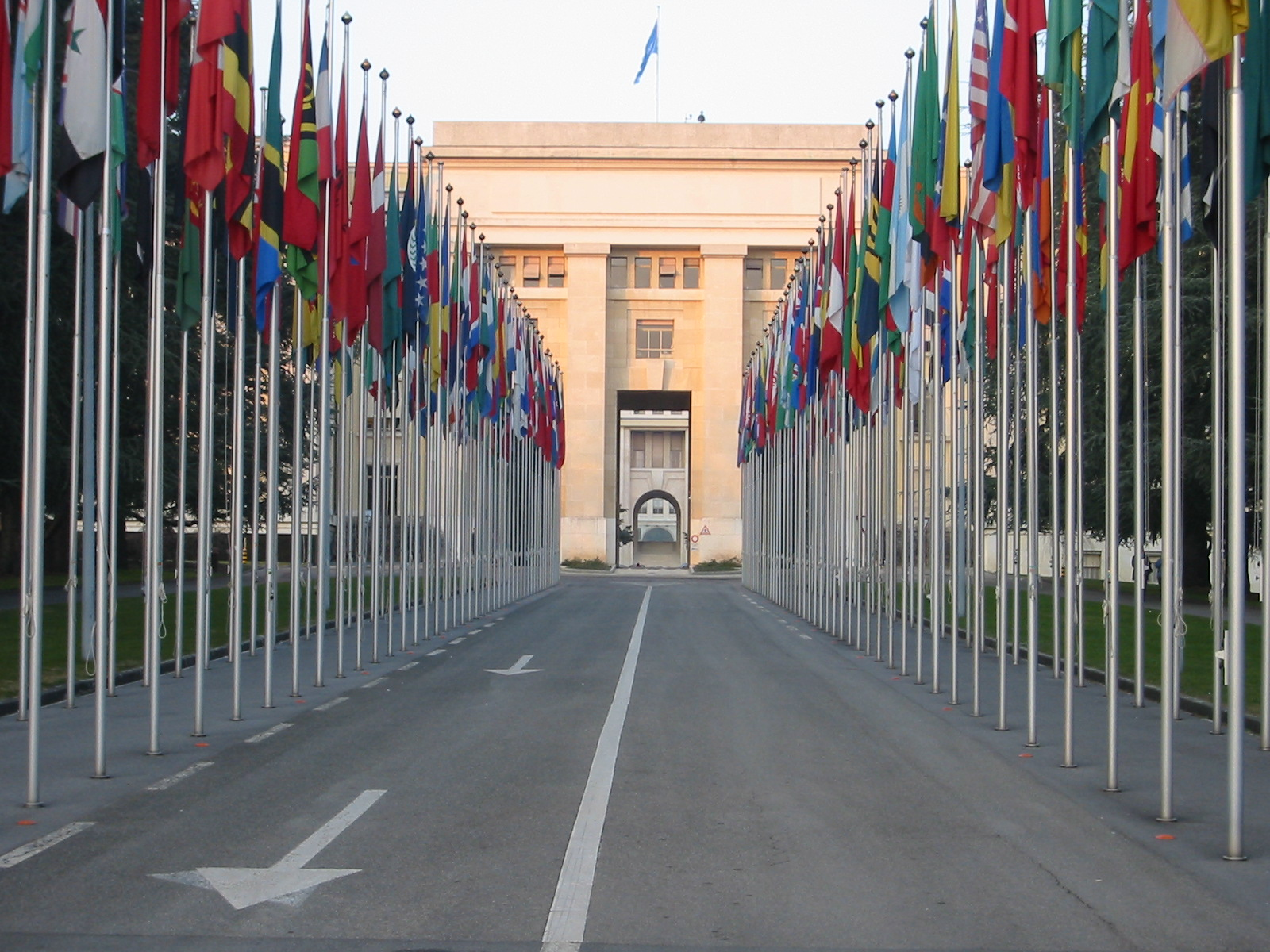
Flaggparad framför FN-byggnaden i Genève, Schweiz.

En flagga är ett tygstycke med en symbolisk innebörd och avsedd att hissas på en flaggstång eller motsvarande anordning. Liknande symboler är vimplar, fanor, baner och standar.
Läran om flaggor, fanor och standar kallas vexillologi.

Sveriges flagga

## Nationalflaggor
Den mest kända användningen av flaggor torde vara användningen som nationsflagga. Att ett land har en flagga som symbol har blivit så vanligt, att det numera nästan ses som en del i steget mot suveränitet för nya länder att anta en flagga. Samtliga självständiga stater i världen har idag en flagga.
Handhavandet av nationsflaggor följer ofta olika protokollsregler, som kan skifta något från land till land. I allmänhet gäller dock att en nationsflagga inte skall sitta uppe över natten och att den även i övrigt skall hanteras på särskilt sätt. Det finns till och med vissa regler som säger att om en flagga ens vidrör marken så måste den brännas. I de flesta länder är det ett lagbrott att vanvårda dess nationsflagga.

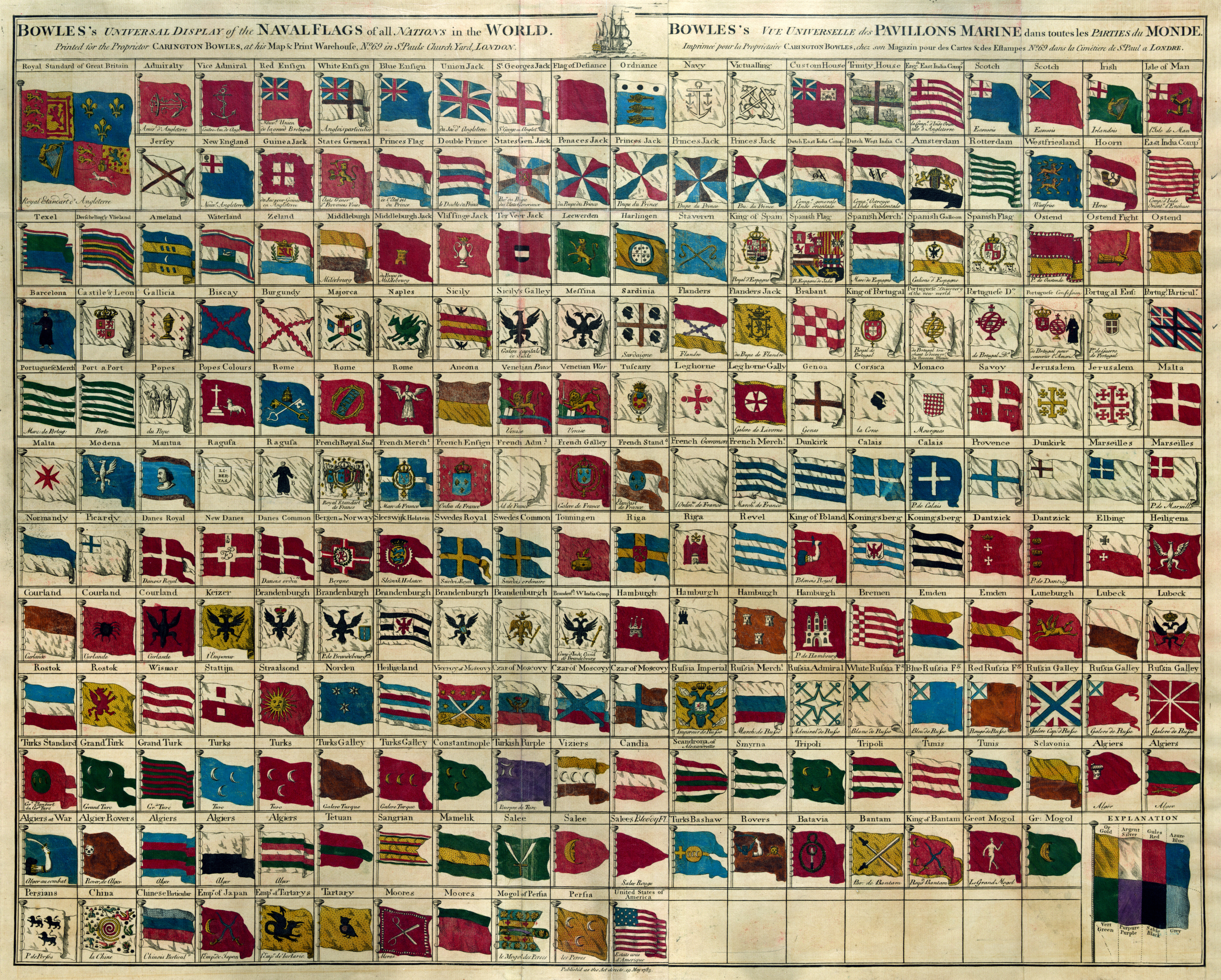
Översikt över örlogsflaggor från hela världen av Carrington Bowles (1783).

Många länder har flera olika nationsflaggor beroende på användningsområde. Många länder har en handelsflagga, som används av båtar och fartyg, både nöjes och kommersiella. En del länder har en statsflagga som används av regeringen och statliga myndigheter. Många länder har en örlogsflagga som används av militära fartyg och ofta militära marktrupper och anläggningar. Ordinarie nationsflagga används av civilpersoner och civila organisationer, även om det ibland finns en särskild civilflagga. Vissa länder kan ibland byta ut sin flagga om den politiska strukturen förändras. Ofta kan det bero på att den flagga som avskaffas kan innehålla politiska symboler som inte längre representerar den politik som förs inom landet. I andra fall kan flaggan före skiftet vara förhållandevis neutral, men efter ändring av den politiska strukturen som vill regimen att flaggan ska representera landets politik. I en del länder sitter det religiösa symboler på flaggan, som t ex på Turkiets flagga som har en halvmåne som representerar islam.

## Internationella flaggor

Europeiska flaggan, även känd som EU-flaggan eller det europeiska emblemet.

Ett annat välkänt användningsområde för flaggor är att symbolisera internationella samarbetsorgan. En välkänd flagga av detta slag är EU-flaggan som används av Europarådet och Europeiska unionen. Denna flagga finns uppsatt på många ställen i EU. Bland annat brukar den sitta uppsatt vid medlemsstaternas regeringsbyggnader och liknande. I Sverige sitter europeiska flaggan alltid vid regeringsbyggnaden och vid Sveriges riksdag. Ett annat exempel på internationella flaggor är Förenta nationernas flagga. Även Natos flagga är en numera välkänd flagga.

## Kommunflaggor
De flesta svenska kommuner har registrerade vapen och anses därmed också ha en flagga som är likadan som kommunvapnets vapensköld fast i kvadratisk (eller ibland rektangulär) form (se även vapenflagga). I till exempel Finland är traditionerna något annorlunda, där använder vissa kommuner vimplar i stället.

## Företags- och föreningsflaggor
Många företag använder flaggor med sin symbol på i sin marknadsföring. Dessa är vanligtvis inte lika bestående i sitt utseende som nationsflaggor, eftersom många företag tämligen ofta uppdaterar sin grafiska profil och sina varumärken. Många företag har flaggor som står på högkant eftersom sådana lättare vajar i svag vind.
Föreningar har ofta flaggor. Detta är kanske allra vanligast för idrottsföreningar, där föreningens supportrar ofta använder flaggan när de vill uttrycka sin lojalitet med föreningen.